# Theodosia (série télévisée)
 (juin 2024).
La mise en forme du texte ne suit pas les recommandations de Wikipédia : il faut le « wikifier ».
Les points d'amélioration suivants sont les cas les plus fréquents :
- Les titres sont pré-formatés par le logiciel. Ils ne sont ni en capitales, ni en gras.
- Le texte ne doit pas être écrit en capitales (les noms de famille non plus), ni en gras, ni en italique, ni en « petit »…
- Le gras n'est utilisé que pour surligner le titre de l'article dans l'introduction, une seule fois.
- L'italique est rarement utilisé : mots en langue étrangère, titres d'œuvres, noms de bateaux, etc.
- Les citations ne sont pas en italique mais en corps de texte normal. Elles sont entourées par des guillemets français : « et ».
- Les listes à puces sont à éviter, des paragraphes rédigés étant largement préférés. Les tableaux sont à réserver à la présentation de données structurées (résultats, etc.).
- Les appels de note de bas de page (petits chiffres en exposant, introduits par l'outil «  Source ») sont à placer entre la fin de phrase et le point final[comme ça].
- Les liens internes (vers d'autres articles de Wikipédia) sont à choisir avec parcimonie. Créez des liens vers des articles approfondissant le sujet. Les termes génériques sans rapport avec le sujet sont à éviter, ainsi que les répétitions de liens vers un même terme.
- Les liens externes sont à placer uniquement dans une section « Liens externes », à la fin de l'article. Ces liens sont à choisir avec parcimonie suivant les règles définies. Si un lien sert de source à l'article, son insertion dans le texte est à faire par les notes de bas de page.
- La présentation des références doit suivre les conventions bibliographiques. Il est recommandé d'utiliser les modèles {{Ouvrage}}, {{Chapitre}}, {{Article}}, {{Lien web}} et/ou {{Bibliographie}}. Le mode d'édition visuel peut mettre en forme automatiquement les références.
- Insérer une infobox (cadre d'informations à droite) n'est pas obligatoire pour parachever la mise en page.

Pour une aide détaillée, merci de consulter Aide:Wikification.
Si vous pensez que ces points ont été résolus, vous pouvez retirer ce bandeau et améliorer la mise en forme d'un autre article.
Pour les articles homonymes, voir Theodosia.
Theodosia est une série télévisée franco-belgo-allemande d'aventures et fantastique pour la jeunesse adaptée du roman pour enfants Theodosia and the Serpents of Chaos de Robin LaFevers.
La série est diffusée en Allemagne à partir du 6 décembre 2022 sur KiKA, et à partir du 18 décembre 2022 sur ZDF.
En France, la série sort le 20 mai 2022 sur la plateforme Salto, puis sur la plateforme france.tv à partir du 2 décembre 2022 et diffusée à partir du 19 décembre 2022 sur France 4 dans l'offre jeunesse Okoo.
La saison 2 est diffusée depuis le 17 janvier 2025, en France sur la plate-forme Okoo de france.tv.

## Synopsis
En 1906, Theodosia Throckmorton, dite Theo, est une jeune fille de 14 ans à l'esprit intrépide et aventurière avec un pouvoir de conjurer les malédictions. Ses parents, archéologues, dirigent un musée d'antiquités à Londres. Pendant que ceux-ci sont en pleine fouille dans la Vallée des Rois en Égypte, Theo et son frère Henry découvrent une tombe cachée et un étrange artefact contenant un pouvoir magique que Theo libère. Commence alors la grande aventure...

## Fiche technique
- Réalisation : Matthias Hoene
- Auteur : Joe Williams, d'après Theodosia and the Serpents of Chaos de Robin LaFevers
- Musique : Alexandre Lessertisseur
- Photographie : Pierre-Hugues Galien
- Décors : Laurent Avoyne
- Costumes : Olivier Beriot
- Production : David Michel, Cécile Lauritano, Zoé Carrera Allaix
- Sociétés de production : Cottonwood Media, ZDF, ZDF Studios, Be-Films, Umedia, en association avec HBO Max et uFund
- Pays d'origine : France, Belgique, Allemagne
- Langue originale : anglais
- Nombre d'épisode : 26
- Durée : 26 minutes
- Année de production : 2022

## Distribution
- Eloise Little (VF : Estelle Strypstein) : Theodosia Throckmorton
- Yasmina El-Abd (VF : Marie Braam) : Safiya
- Nana Agyeman-Bediako (VF : Térence Rion) : Will
- Frankie Minchella (VF : Django Schrevens) : Henry
- Rik Young (VF : David Manet) : Alistair Throckmorton
- Elisa Doughty (VF : Elle-même) : Henrietta Throckmorton
- Anthony Abraham J (VF : Othman Moumen) : Artie
- Momo Yeung (VF : Patrizia Berti) : Miss Krait
- Charlie Cattrall (VF : Ronald Beurms) : Yaret the Chief Serpent
- Nahid Mahou : Queen Hatshepsut

## Épisodes

### Saison 1
1. L'Œil d'Horus
2. Le maléfice
3. La princesse chabti
4. La porte des esprits
5. Jeux dangereux
6. Catastrophe au musée
7. Le Maître des Serpents
8. Le chant de la magie
9. Double danger
10. L'éclipse
11. Le sceptre d'Osiris
12. Le chaos est en marche
13. Les serpents contre-attaquent
14. Secrets de famille
15. Au pied du mur
16. L'âge de la raison
17. Cauchemars en série
18. Will le magnifique
19. La flûte enchantée
20. Trahison
21. Le cri du lion
22. Soif de magie
23. La Marche des momies
24. A sa place
25. La morsure du serpent
26. Le dernier duel

## Production

### Développement
Destinée aux 8-12 ans et adaptée du roman pour enfants Theodosia, les Serpents du Chaos (Theodosia and the Serpents of Chaos) de Robin LaFevers, d'autres œuvres ont également été inspirées, notamment Harry Potter et Indiana Jones. Même si beaucoup d'éléments sont fictifs, des experts en égyptologie ont aidé à l'écriture du scénario pour reprendre les bases historiques.

### Tournage
Cette série dispose d'un casting international avec des acteurs venant de différents pays d'Europe parlant anglais, langue dans laquelle la série est tournée. Le tournage de la saison 1 débute en avril 2021 et s'achève en octobre de la même année. Il a lieu en France et en Belgique, y compris pour les scènes se déroulant à Londres en Angleterre afin de simplifier le travail et d'éviter les voyages rendus compliqués par la situation du Covid, et que ces trois pays ont beaucoup de points communs architecturaux au début du 20e siècle.
Un tournage au Maroc était initialement prévu pour les scènes du désert, rendu finalement impossible par les conditions de crise sanitaire. Ces scènes furent alors tournées dans des carrières de sable en France à Fontainebleau et à Creil, reconstituant ainsi le décor désertique égyptien.

## Produits dérivés (France)
- Coffret 4 DVD sorti le 21 novembre 2023 édité par France Télévisions Distribution, contenant l'intégral de la saison 1. Il est en version française et en zone 2. Il contient un sous-titrage optionnel en français pour sourds et malentendants. Il n'y a pas de bonus indiqué[4] ;

- Theodosia : A la découverte de l'Egypte antique, ouvrage de Laureen Bouyssou, édité par Larousse Jeunesse en 2023[5] ;

- Theodosia escape book, jeu littéraire de Sandra Lebrun, édité par Larousse Jeunesse en 2023[6] ;

- Theodosia, roman en quatre tomes édités par Nathan en 2023, incluant les photos de la série télé :
  - L'Œil d'Horus
  - Les Serpents du Chaos
  - La magie d'Osiris
  - Le pouvoir du Sceptre

## Distinctions
- Prix de la série fiction au Festival TV de Luchon en 2023